# مهرجان الأبجدية (جبيل)
مهرجان الأبجدية هو مهرجان شعري تقيمه فعاليات مدينة جبيل اللبنانية والذي بداء في شهر نيسان/أبريل عام 2014. وسمي بمهرجان الأبجدية كرمز لدور أهل وتجار مدينة جبيل القديمة والتي عرفت ببيبلوس في نشر الأبجدية في بلاد البحر المتوسط من خلال تجارتهم البحرية. يشارك بفعاليات المهرجان شعراء وشاعرات من محتلف البلاد العربية.

## المهرجان الأول
أقيم المهرجان الأول في نيسان/أبريل من عام 2014 في مدينة جبيل وشارك بها ثمانية شعراء هم: حميد سعيد من العراق، مليكة العاصمي من المغرب، سهام الشعشاع من سورية، وحنين عمر من الجزائر وفؤاد علي طمان من مصر والمنصف المزغني من تونس و أنطوان رعد من لبنان.

## المهرجان الثاني
أما مهرجان جبيل الشعري الثاني فقد انعقد مساء 26- 4- 2015و شارك فيه الشعراء: عزالدين المناصرة - فلسطين - حيدر محمود - الأردن - أنطوان رعد - لبنان-جورج شكور - لبنان-غسان حنا- سوريا- القاص والروائي عبد الرحمن الربيعي ( العراق - قصيدة نثر ).

## المنظمون
ينظم المهرجان بالتعاون بين المجلس الثقافي في بلاد جبيل و التجمع الوطني للثقافة والبيئة والتراث.

## للإستزادة
- قائمة مهرجانات لبنان
- موسيقى الحجرة